# Horní Kamenice (železniční zastávka)
Horní Kamenice je železniční zastávka, která se nachází v českokamenické části Horní Kamenice v okrese Děčín. Zastávka leží v km 26,660 neelektrizované jednokolejné trati Děčín–Rumburk mezi stanicemi Česká Kamenice a Mlýny.

## Historie
Zastávka byla dána do provozu někdy mezi lety 1919 a 1944, neboť v jízdním řádu z roku 1918/1919 se ještě nevyskytuje, v jízdním řádu z roku 1944/1945 pak již existuje s německým názvem Ober Kamnitz. Od roku 1945 pak zastávka nese český název Horní Kamenice. Ještě nejpozději v roce 2005 byla zastávka v obvodu stanice Česká Kamenice a přímo u zastávky stálo stavědlo St 3 této stanice, ze kterého se obsluhovala výhybka vlečky Transpedia, která odbočovala přímo u zastávky. V roce 2011 již zastávka ležela na širé trati, ze které odbočuje i vlečka.

## Popis zastávky
V zastávce je vnější betonové nástupiště o délce 91 metrů, výška nástupní hrany je 250 mm nad temenem kolejnice. Zastávka je vybavena LED osvětlením ovládaným astrohodinami. Bezprostředně u zastávky je v km 26,631 výhybka A1, kterou z širé trati odbočuje vlečka Transpedia. Výhybka je obsluhována ručně zaměstnancem dopravce.
Původně (určitě ještě v roce 2005) byla zastávka v obvodu stanice Česká Kamenice, v té době mělo nástupiště délku 112 m a leželo u něj stavědlo 3 obsazené signalistou, který obsluhoval závislý hradlový přístroj elektromechanického zabezpečovacího zařízení. Ve směru od vlastního kolejiště stanice Česká Kamenice byla před zastávkou (a tedy i odbočnou výhybkou vlečky Transpedia, dřívější papírny) nejdříve předvěst PřLM (348 m za poslední výhybkou stanice), následovalo odjezdové návěstidlo LM (přímo ve stanici byla jen cestová návěstidla Lc1-3 a Lc4), opačně pak bylo ve směru od Mlýnů vjezdové návěstidlo S v km 27,033, z vlečky pak rovněž vjezdové návěstidlo PS, neboť vlečka byla obsluhována vlečkovými vlaky. Všechna tato světelná návěstidla (PřLM, LM, S a PS) byla obsluhována signalistou stavědla 3. Pákami a drátovody přestavoval signalista i výhybky P1 (odbočná směr papírny) a P2 (do odvratné koleje z vlečky). Po zrušení zahrnutí odbočné výhybky do stanice jsou jízdy mezi stanicí Česká Kamenice a odbočkou na vlečky organizovány jako vlečkové vlaky, ale přes hranice drah SŽ/vlečka už je jízda soupravy organizována jako posun.